# 浪我在你身邊
《浪我在你身邊》（英語：LANG, Always by Your Side），2022年台灣迷你網路劇，浪Live出品，殷振豪導演，以劇中女主角“魚兒”的故事，描述一個直播主克服心理障礙、努力向上、靠著親情、友情以及粉絲相挺，還有默默在背後支持著的神秘人的故事。本片為殷振豪的Spacebar Studio（史蓓思吧股份有限公司）以電影規格拍攝的網路劇，演員有安心亞、蔡振南、柯叔元、曾莞婷
、孫可芳、林鶴軒、黃冠智演出。本劇共40分鐘，分為8集播出，於2022年1月14日在Youtube上線。

## 故事大綱
魚兒 是一名直播主，同時白天在檳榔攤打工，患有嚴重社交恐慌症的他，與經營雞排店的父親矛盾衝突不斷，父女倆愛著對方卻又因為許多誤會跟代溝而隔閡著，魚爸很想與女兒親近，但不知道如何表達，也對女兒的工作不甚了解。

魚爸殘疾，跛腳的身軀讓魚兒在國中時慘遭同學嘲笑，這是促使她得到社交障礙的主因，她極度想逃離家，過上自己的生活，卻又割捨不了對父親的思念。

熱愛表演唱歌的她透過直播軟體浪LIVE，得以展現她的才華，也因為她每晚真性情的談話與演出吸引了大批粉絲關注，其中包含了宮廟主委水良哥、科技公司老闆烏蘇拉，都是她直播間支持的粉絲。

在好友娜米與水良哥、烏蘇拉的鼓勵之下，魚兒努力朝著參加星潮之夜前進，也在這中間與父親化解衝突，重拾親情的懷抱。

## 演員陣容

### 主要角色
| 演員   | 飾演                                      | 主要場景                           |
| ------ | ----------------------------------------- | ---------------------------------- |
| 蔡振南 | 魚爸                                      | 浪雞天涯香雞排                     |
| 安心亞 | 張魚兒（ID：6514520）諧音：浪我一世我愛你 | 魚兒家租屋處（劍潭某處）、浪花國中 |
| 柯叔元 | 何水良（水良哥）                          | 白沙浪天后宮                       |
| 孫可芳 | 娜米（閨蜜）                              | 浪來富檳榔攤                       |
| 曾莞婷 | 烏蘇拉（Lara)                             | 浪花科技                           |
| 林鶴軒 | 魚弟                                      | 浪雞天涯香雞排、浪來富檳榔攤       |
| 黃冠智 | 阿淵                                      | 白沙浪天后宮、日式卡拉OK           |

### 其他角色
| 演員                | 角色         | 登場集數 |
| ------------------- | ------------ | -------- |
| 台灣靈魂歌姬-王小梅 | 雜貨店老闆娘 | 6        |
| 狼叫SO-胡樂         | 雜貨店老闆   | 6        |
| 王翊珊              | 國中魚兒     | 1,2,3,8  |
| 嚎哮排演-黃建豪     | 檳榔攤客人   | 1,5      |
| 嚎哮排演-蕭東意     | 檳榔攤客人   | 1,5      |
| 瞿正柔              | 烏蘇拉同事   | 2,5,7    |
| 吳原標              | 烏蘇拉同事   | 2,5,7    |
| 潘怡安              | 烏蘇拉同事   | 2,5,7    |
| 莫樂                | 烏蘇拉同事   | 2,5,7    |

## 主題曲
| 曲目                 | 原唱        | 作詞         | 作曲           | 製作人 |
| -------------------- | ----------- | ------------ | -------------- | ------ |
| 一冬一工             | 劉玉婷      | 詹潔如、玉婷 | 許書豪、詹潔如 | 許書豪 |
| 寂寞是一場孤獨的飛行 | 小玉兒Sonya | 小玉兒Sonya  | 小玉兒Sonya    | 嚴爵   |
| 放手                 | 郭子綺      | 郭子綺       | 朱國豪         | 李漢群 |

## 外部連結
浪我在你身邊官方Youtube頻道 （页面存档备份，存于）

浪我在你身邊官方Facebook粉絲團 （页面存档备份，存于）

浪我在你身邊官方Instagram專頁

浪我在你身邊官方TikTok專頁 （页面存档备份，存于）